# 中川胡氏家庙
中川胡氏家庙，又名安定堂，位于中国福建省龙岩市永定区下洋镇中川村，明万历十二年（1584年）建。坐西朝东，占地面积4847平方米。正厅重檐歇山顶，抬梁穿斗混合式结构。庙内壁画众多，木雕精美；庙外旗杆林立。2009年11月16日公布为第七批福建省文物保护单位。